# Dienerinnen der Armen
Die Dienerinnen der Armen (englisch Congregation Dina Sevana Sabha, Ordenskürzel: DSS) ist ein römisch-katholischer Frauenorden. Der Vatikan hat den Orden „Dina Sevana Sabbah“ – „Dienerinnen der Armen“ als „Orden päpstlichen Rechts“ anerkannt. Ziel ihrer religiösen Gemeinschaft ist es, keine Almosen zu verteilen, sondern den Armen zu helfen, ihrem Elend zu entkommen und Hilfe zur Selbsthilfe zu leisten.

## Geschichte
Die Ordensgemeinschaft wurde am 1. Juni 1969 durch Petra Mönnigmann OSU in der indischen Stadt Pattuvam, Kerala, mit acht jungen Mädchen als religiöse Gemeinschaft „Dina Sevana Sabbah“ (dt. Dienerinnen der Armen) gegründet.
Der Ordensgemeinschaft gehörten im Jahr 2024 rund 630 Schwestern an. Sie unterhält 76 Stationen in Indien (Stand 2011). In Deutschland bestehen drei „Missionen“, unter anderem in Recklinghausen.
Die Ordensgemeinschaft wird unterstützt durch den Förderverein des Hilfswerk Schwester Petra e. V. mit Sitz in Oelde, dem Thomas Rusche als Vorstand vorsteht.

## Generaloberinnen
- 1969–1976: Petra Mönnigmann
- 1976–1989: Willigard Kultz
- 1989–1995: Sr. Mariam Kodupurathel[5]
- 1995–2000: Sr. Holda Vadassery[6]
- 2000–2006: Sr. Daniela Inchakkal[7]
- 2006–2012: Sr. Berthalomia Theckeparambil[8]
- 2012–2018: Sr. Daniela[9]
- seit 2018: Sr. Emestina[10]